# 東新町入口

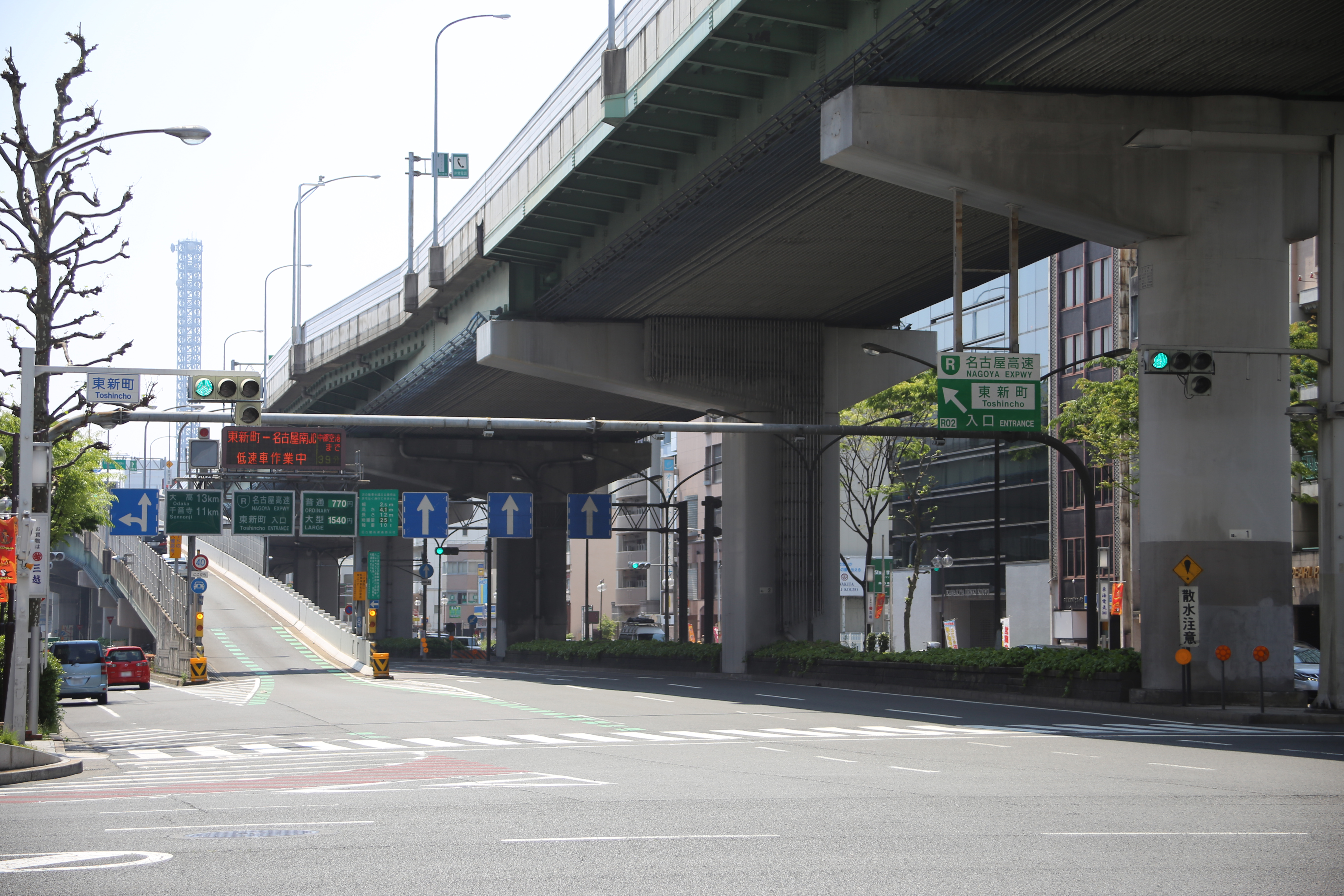
東新町入口（2015年4月）

東新町入口（とうしんちょういりぐち）とは、名古屋市中区新栄にある名古屋高速道路都心環状線の入口である。

## 道路
- 名古屋高速道路都心環状線

## 接続する道路
- 名古屋市道堀田高岳線（空港線）

## 料金所

### 大高方面
- レーン数：2
  - ETC専用：1
  - 一般：1

## 利用台数
名古屋市統計年鑑による利用台数の推移
| 1991年（平成3年）度  | 4244266台 |  |
| 1992年（平成4年）度  | 4191793台 |  |
| 1993年（平成5年）度  | 4096999台 |  |
| 1994年（平成6年）度  | 4257746台 |  |
| 1995年（平成7年）度  | 4192374台 |  |
| 1996年（平成8年）度  | 3656207台 |  |
| 1997年（平成9年）度  | 3467952台 |  |
| 1998年（平成10年）度 | 3067952台 |  |
| 1999年（平成11年）度 | 2929074台 |  |
| 2000年（平成12年）度 | 2729321台 |  |
| 2001年（平成13年）度 | 2694714台 |  |
| 2002年（平成14年）度 | 2714113台 |  |
| 2003年（平成15年）度 | 3111554台 |  |
| 2004年（平成16年）度 | 3260110台 |  |
| 2005年（平成17年）度 | 3421514台 |  |
| 2006年（平成18年）度 | 3422680台 |  |
| 2007年（平成19年）度 | 3381878台 |  |
| 2008年（平成20年）度 | 3368073台 |  |
| 2009年（平成21年）度 | 3359751台 |  |
| 2010年（平成22年）度 | 3468070台 |  |
| 2011年（平成23年）度 | 3651517台 |  |
| 2012年（平成24年）度 | 3816588台 |  |
| 2013年（平成25年）度 | 3955921台 |  |

## 隣
名古屋高速都心環状線
(C08) 丸の内入口 - 東片端JCT - (C01) 東新町出口/(C02) 東新町入口 - 丸田町JCT - 鶴舞南JCT - (C03) 東別院出口